# Antico (album)
Antico è un album di Alfio Antico, pubblicato nel 2016 da Origine:-Believe Digital e prodotto da Colapesce e Mario Conte.

## Tracce
Testi e musiche di Alfio Antico.
1. Ntra li muntagni
2. Storii di pisci
3. Anima
4. Venditori ambulanti
5. Pirchì
6. Lu vermi
7. La rosa
8. Ma guarda guarda
9. Indovinelli
10. Ninna nanna del caprone
11. Diceva me matri

## Formazione[2]
- Alfio Antico - voce, tamburo
- Colapesce - chitarra battente, classica, elettrica, cigar box guitar, basso, unghie di capre
- Mario Conte - sintetizzatore folktek , moog, knas moisturizer